# 12 O'Clock High: Bombing the Reich
12 O'Clock High: Bombing the Reich est un jeu vidéo de type wargame développé par Gary Grigsby et  Keith Brors et publié par  TalonSoft en 1999 sur PC. Le jeu se déroule pendant la Seconde Guerre mondiale et retrace l’ensemble des affrontements aériens en Europe entre 1943 et 1945 et notamment les campagnes de bombardements menées contre l’Allemagne. Le joueur peut commander les forces allemandes ou celles des alliés.

## Accueil
| 12 O'Clock High: Bombing the Reich |      |       |
| Média                              | Nat. | Notes |
| Cyber Stratège                     | FR   | 3.5/5 |
| Computer Games Magazine            | US   | 2.5/5 |
| GameSpot                           | US   | 68%   |